# 連邦裁判所 (ドイツ)

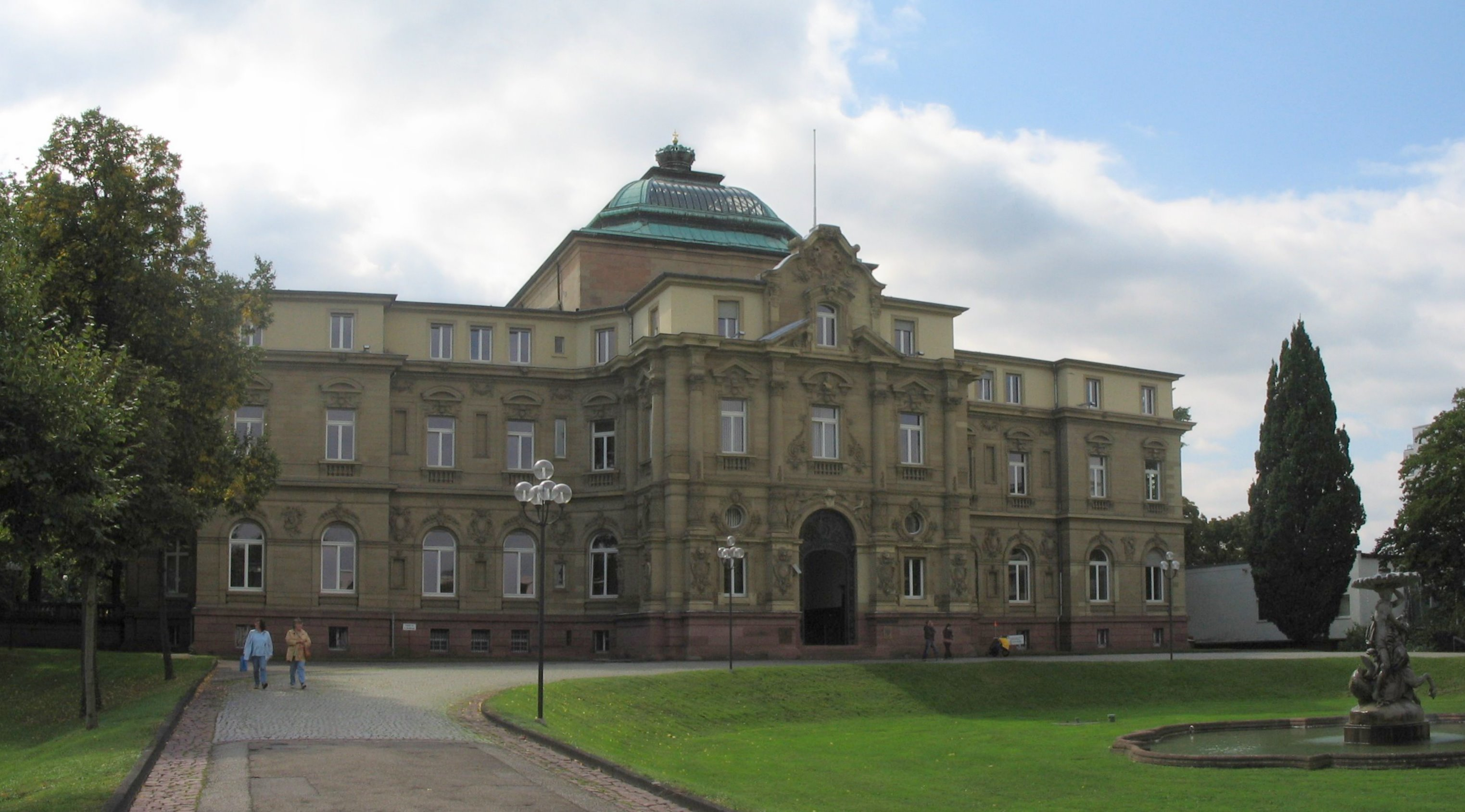
連邦通常裁判所（カールスルーエ）

連邦裁判所（れんぽうさいばんしょ、独：Bundesgerichtshof）とは、ドイツ連邦共和国において連邦が所轄する裁判所のひとつであり、通常裁判権に属する事件を管轄する最上級裁判所である。1950年に作られた。連邦通常裁判所、連邦通常最高裁判所、連邦最高裁判所ともいう。
所在地は、カールスルーエである。
なお訳語「連邦裁判所」は、広義には連邦全域を管轄する裁判所の総称でもある。

## 管轄
連邦通常裁判所は、各州に置かれたラント裁判所や上級ラント裁判所（Oberlandesgericht）における裁判や、連邦特許裁判所における決定に対する最終上訴審である。法律審であり、事実問題の審理は行わない。法廷の数は25（刑事法廷5、民事法廷12、特別法廷8）で、計125名の裁判官が所属している。
地方裁判所や高等裁判所で審理されるのは通常の民事事件や刑事事件であり、労働事件については労働裁判所（Arbeitsgericht）が、行政事件（他の裁判所の管轄に属する事件を除く）については行政裁判所（Verwaltungsgericht）が、社会保険等に関する公法上の紛争事件については社会裁判所が、租税に関する公法上の紛争事件については租税裁判所が第1審の管轄権を有している。したがって、これらの裁判所における裁判に対する最終上訴審は連邦裁判所（連邦通常裁判所）ではなく、それぞれ連邦労働裁判所、連邦行政裁判所、連邦社会裁判所、連邦財政裁判所である。
また、連邦の憲法（ドイツ基本法）に関する違憲審査権は連邦憲法裁判所に、州憲法については州憲法裁判所にあるため、連邦通常裁判所は法令の違憲審査を行わない。